# Xintian (köping i Kina, Guangxi)
Xintian (kinesiska: 新田, 新田镇) är en köping i Kina. Den ligger i den autonoma regionen Guangxi, i den södra delen av landet, omkring 190 kilometer sydost om regionhuvudstaden Nanning. Antalet invånare är 37849. Befolkningen består av 17 259 kvinnor och 20 590 män. Barn under 15 år utgör 31 %, vuxna 15-64 år 59 %, och äldre över 65 år 9,0 %.
Genomsnittlig årsnederbörd är 2 313 millimeter. Den regnigaste månaden är augusti, med i genomsnitt 486 mm nederbörd, och den torraste är februari, med 22 mm nederbörd.